# Hunsworth
Hunsworth – osada w Anglii, w hrabstwie West Yorkshire, w dystrykcie Kirklees. Leży 2 km od miasta Cleckheaton. W 1931 roku civil parish liczyła 1319 mieszkańców.